# Iványi Emma
Iványi Emma (született Iczkovits Emma Etelka) (Budapest, 1915. március 10. – Budapest, 1995. március 24.) levéltáros, történész.

## Élete
Budapesten született Iczkovits Gerzson (1879-1962) gyári üzletvezető és Sass Ilona Antónia gyermekeként. 1933-ban Budapesten, a leánygimnáziumban érettségizett. 1939-ben a Pázmány Péter Tudományegyetemen bölcsészdoktori oklevelet, 1940-ben pedig történelem–latin szakos középiskolai tanári oklevelet szerzett.
1939–1940-ben az Állam- és Jogtudományi Intézet lektora volt, majd 1941-1946 között a budapesti magánvállatok levelezője. 1945–1950 között a debreceni Kegyesrendi Gimnázium, a Pesthidegkúti Gimnázium és a budapesti Gyáli úti általános iskola tanára, utóbbi igazgatóhelyettese is volt ezekben az években. 1950-től a Magyar Országos Levéltár levéltárosa, 1962–1980 között főlevéltárosa. 1950-től az MTA Történettudományi Intézetének külső tudományos munkatársa is egyben. 1977-től a történelemtudományok kandidátusa lett.
Előbb erdélyi településtörténettel foglalkozott. 1950-ben csatlakozott az MTA Történettudományi Intézetében működő, a 18. századi parasztság történetével foglalkozó kutatócsoporthoz, majd több más 19., illetve 20. századi gazdaság- és politikatörténeti kutatócsoport munkájában vett részt. 1960-tól elsősorban a magyarországi nádorság történetét vizsgálta. Monográfiát írt Esterházy Pál nádorságáról, amely a Mohács utáni nádori intézmény első tudományos igényű feldolgozása volt. Forráskiadói tevékenysége is jelentős, elkészítette a Magyar Országos Levéltár 1526 utáni gyűjteményének alapleltárát, repertóriumát, a Teleki-, a Pottornyay-, az Esterházy család levéltárainak repertóriumát, illetve a MOL-ban őrzött kéziratos térképek katalógusát. A magyar történettudományban az elsők között figyelt fel az oral history forrástípusra.

## Elismerései
- 1993 Akadémiai Díj

## Művei
- 1939 Az erdélyi Fehér megye a középkorban. Település- és népiségtörténeti értekezések 2. Budapest.
- 1952 A Habsburg-állam és a katolikus klérus a parasztság viszonylagos vallásszabadsága ellen. Tanulmányok a magyar parasztság történetéhez 1711–1790. Szerk. Spira György. Budapest.
- 1954 II. Rákóczi Ferenc politikai levéltára. Levéltári Közlemények.
- 1955 Az osztrák levéltárügy fejlődésének néhány kérdése 1945 után. Családi, városi és mezővárosi levéltárak Burgenlandban. Levéltári Híradó.
- 1956 Az Országos Levéltár 1526 utáni gyűjteményének alapleltára. Budapest. (tsz. Dávid Zoltán - Komjáthy Miklós)
- 1958 Amerikai levéltári módszerek a történettudomány népszerűsítésében. Levéltári Híradó.
- 1959 A szóhagyomány, mint a legújabbkori amerikai történetírás egyik forrása. Századok.
- 1959 Facsimilék a történelem népszerűsítésének szolgálatában az USA-ban. Levéltári Híradó.
- 1960 Magyar minisztertanácsi jegyzőkönyvek az első világháború korából 1914–1918. Magyar Országos Levéltár kiadványai. Forráskiadványok 8. Budapest.
- 1963 Az Eszterházy család zólyomi ágának levéltára. Repertórium. Levéltári alapleltárak I. Országos Levéltár 20. Budapest.
- 1964 Adalék az Országos Levéltár történetéhez - Óváry Lipót országos főlevéltárnok levele 1908. február 15-én Wlassics Gyulához. Levéltári Szemle.
- 1964 Az Eszterházy család tatai és csákvári levéltára. Repertórium. Levéltári alapleltárak I. Országos Levéltár 25. Budapest. (tsz. Bakács István)
- 1965 Az essexi levéltár és az iskolai történelemtanítás. Levéltári Szemle.
- 1968 Angol iratkezelési szabályzatok 1962, 1964. Levéltári Szemle.
- 1969 Klapka György iratai 1848–1892. Párizsban élő unokájának ajándéka.
- 1969 A nádor szerepe az indigenák eskütételénél.
- 1969 Hont megye és a Kishonti járás. Levéltári Közlemények.
- 1969 Adalék a XVII. századi marhakereskedés történetéhez. Agrártörténeti Szemle.
- 1970 A Teleki család iratai. Repertórium. Levéltári alapleltárak I. Országos Levéltár 49. Budapest. (tsz. Bakács István - Pataky Lajosné)
- 1970 Történeti forrásaink jelentős gazdagodása – a Klapka-hagyaték. Magyar Tudomány.
- 1971 Esterházy Pál nádor és a magyar rendek tervezete az ország új berendezésével kapcsolatban. Levéltári Közlemények.
- 1972 Csáky István országbírói levéltára. Adalékok az országbírói levéltár történetéhez. Levéltári Közlemények.
- 1972 A hídvégi „tumultus.” Somogy megye múltjából. Levéltári évkönyv.
- 1973 A pozsonyi, a budai és a kassai bizottság a Rákóczi szabadságharc előtt 1697–1704. Levéltári Közlemények.
- 1974 Egy Nógrád megyei levéltárosról: Nagy Ferenc. 1788–1843. – Szörényi Gábor ítélőmester †1708. Levéltári Szemle.
- 1975 Az alnádor és a nádori ítélőmester esküje. Levéltári Közlemények.
- 1976 Esterházy Pál nádorsága. Budapest.
- 1977 Az 1526 utáni gyűjtemény. Repertórium. Levéltári alapleltárak I. Országos Levéltár 67. Budapest.
- 1983 Gyöngyösi Nagy Ferenc vicegenerális. Közlemények Zala megye közgyűjteményeinek kutatásaiból 1982/83. Szerk. Baranyai György. Zalaegerszeg.
- 1983 Közvetítési kísérletek a bécsi udvar és Thököly között. A Thököly-felkelés és kora. Szerk. Benczédi László. Budapest.
- 1984 Egy XVII. századi várkapitány. Libercsey Mihály. 1612–1670. In> Mályusz Elemér-emlékkönyv. Szerk. H. Balázs Éva, Fügedi Erik, Maksay Ferenc. Budapest.
- 1989 Esterházy Pál - Mars Hungaricus. Zrínyi Könyvtár 3. Budapest.
- 1991 Esterházy Pál nádor közigazgatási tevékenysége 1681–1713. A Magyar Országos Levéltár kiadványai III. Hatóság és hivataltörténet 10. Budapest.